# 加氏昆人面蟹
加氏昆人面蟹（学名：Homolochunia gadaletae）为人面蟹科昆人面蟹屬下的一个种。